# Barreiros SA
Pour les articles homonymes, voir Barreiros.
Barreiros SA était une entreprise de construction de tracteurs, d'automobiles et de camions espagnole fondée en 1954.
Rachetée par Chrysler en 1967, sa division automobile sera, à la suite de la reprise de "Chrysler Europe" par PSA Peugeot Citroën en 1977, intégrée dans "PSA" et re-badgera des Talbot, la division camion et bus étant vendue à Renault VI.
Le centre névralgique des activités de Barreiros fut son usine madrilène de Villaverde.
Barreiros Diesel SA a été une importante société industrielle espagnole spécialisée dans la production de moteurs, camions, tracteurs, autobus et voiture particulières. Elle a  également fabriqué des fourgonnettes, cabines d'ascenseur et des carrosseries spéciales pour camion. Elle a été fondée par l'industriel espagnol Eduardo Barreiros en 1954, et a disparu en 1978.

## Histoire

### Avant 1954
En 1925, le père d'Eduardo Barreiros se lance dans l’aventure automobile en assurant le transport de personnes sur la ligne d'autobus Orense-Luintra avec un autobus Panhard & Levassor 10 HP. Après l'obtention de la ligne Orense-Le Peares en 1929, il acquiert un ancien autocar Renault. Eduardo Barreiros travaille comme mécanicien dans l'entreprise familiale après avoir commencé comme apprenti dans un atelier de mécanique nommé ARCE.
En 1937, ils doivent vendre les lignes de bus car la guerre civile commence en Espagne. Tous les véhicules sont  réquisitionnés.
À partir de 1938, peu avant la fin de la guerre civile, ils achètent plusieurs véhicules pour assurer la ligne Orense-Parada de Sil. À cause de la pénurie générale de matériel en 1939, la famille Barreiros décide de créer un petit atelier où les autobus sont reconstruits et transformés en gazogènes.
Il faut préciser le contexte de l'époque en Espagne. À la suite de la guerre civile, les sanctions internationales ont sévèrement touché le pays par son isolement complet au niveau du commerce avec les États démocratiques. Interdiction de vendre à l'Espagne quelque produit industriel que ce soit, ni pièces détachées sauf à être autorisé à installer sur place une unité de production. Interdiction à l'Espagne d'exporter quoi que ce soit sauf des produits agricoles.
En 1945, Eduardo Barreiros vend la compagnie de bus que son père possédait à Orense et fonde la société BECOSA (Barreiros Empresa Constructora SA) dont l'objet était la réalisation de Travaux publics.
En 1949 il débute, dans l'atelier de son entreprise de TP, la transformation de moteurs à essence en moteurs Diesel pour répondre à ses propres besoins pour les engins utilisés dans ses marchés de travaux. Cela a commencé avec l'achat de deux camions allemands Krupp dans une vente aux enchères des surplus de l'armée espagnole, suivis d'autres parmi les 2000 exemplaires de ZiS-5 « ЗиС-5 » russes, abandonnés par les troupes russes mais circulant dans le pays, après la guerre civile.
Les demandes extérieures de transformation des moteurs à essence en moteurs diesel augmentent fortement, en particulier chez les transporteurs dont beaucoup avaient racheté des camions de surplus de l'armée. L'atelier de l'entreprise était devenu trop petit, en 1951 il décide de transférer cette activité à Madrid. Eduardo Barreiros loue un bâtiment à Madrid dans la zone industrielle et crée sa société Galicia Industrial. Barreiros dépose le brevet no 198 618, qui lui sera délivré le 7 juillet 1951, dans lequel il décrit son principe de transformation des moteurs. Ses frères travaillent avec lui et il créera son propre laboratoire d'étude des matériaux.
Durant les années 1952-1953 pas moins de 700 modifications ont été apportées au premier prototype de transformation de moteur.

### 1954-1962: Barreiros Diesel SA

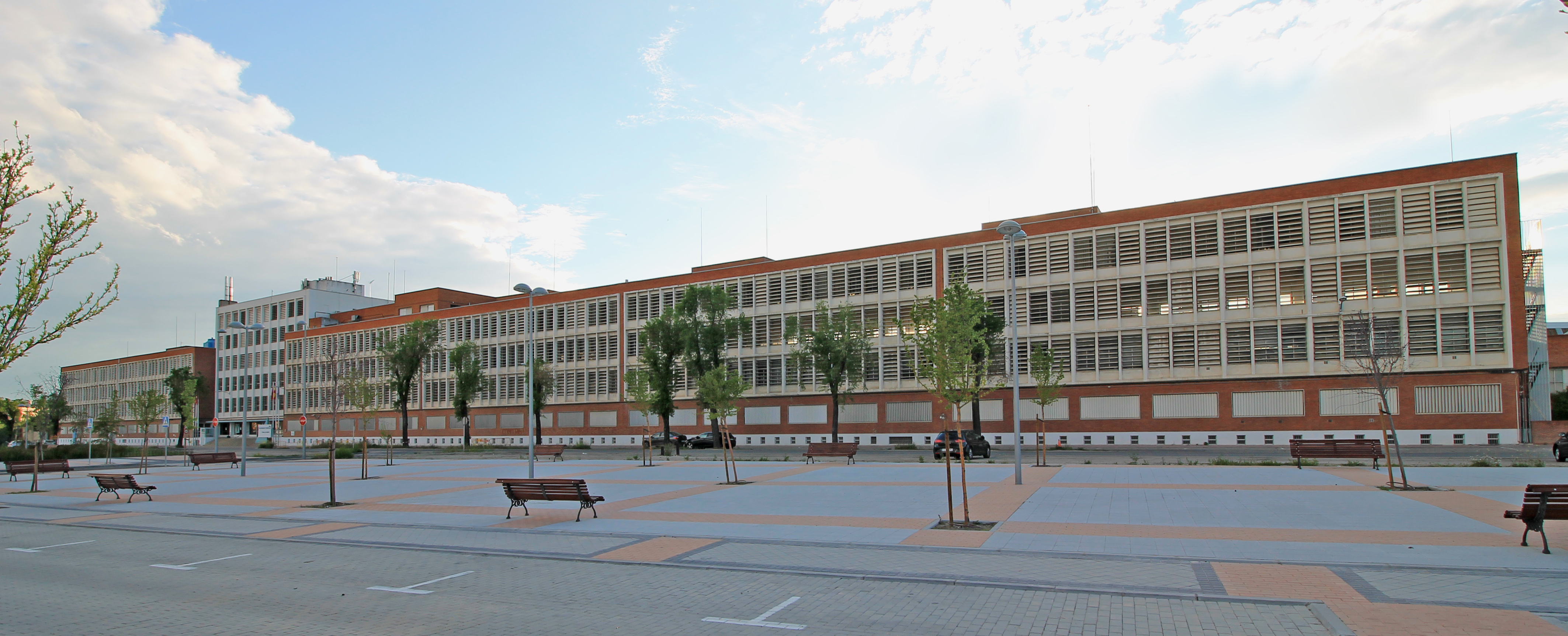
Siège de Barreiros Diesel SA (Madrid).

Les revenus dégagés par son activité de transformation de moteurs étant élevés, cela lui permet de créer en 1954 la société Barreiros Diesel SA, implantée à Madrid avec un capital de 10.000.000 de pesetas. L'objet initial de Barreiros Diesel était la fabrication de moteurs diesel dont le premier fut le type EB-2, un moteur à deux cylindres destiné aux tracteurs agricoles. 480 exemplaires ont été vendus la première année. Mais le succès est arrivé avec le moteur type EB-6, construit sur la base de l'évolution des moteurs Perkins. La production a commencé avec une cadence de trois unités par jour pour une utilisation dans des camions de 5  à   7 tonnes.
L'évolution normale de la société était la fabrication de véhicules complets et pour cela, Eduardo Barreiros acquiert un terrain de 2 hectares à Villaverde dans la province de Madrid. Mais le régime autoritaire du Caudillo dictateur Francisco Franco ne lui délivre pas les autorisations nécessaires pour commencer son activité, sans doute sous la pression de l'INI, holding financière d'État ayant dans son giron le constructeur national de camions Pegaso à travers l'ENASA.
En 1955, Barreiros crée CABSA (Compañía Anónima de Bombas SA) pour la fabrication de pompes d'injection et d'équipements électriques. Il commence la production des moteurs type EB-4, à 4 cylindres destinés aux voitures particulières et aux taxis.
En 1956, il fonde MOSA (Motor Nacional SA) pour assurer la commercialisation des produits Barreiros, et construit une fonderie pour la fabrication des blocs moteurs et les culasses.
En 1957, Barreiros remporte un appel d'offres pour fournir 400 camions à l'armée portugaise du dictateur Salazar. (Les régimes dictatoriaux des deux pays ont toujours maintenu d'excellentes relations). Le prototype (2 exemplaires en réalité) de ce camion TT 90-22, connu aujourd'hui comme "Le grand-père", a été réalisé en grande partie avec des morceaux de ferraille. Pour contourner l'interdiction de fabriquer des camions, Barreiros devient assembleur de la marque polonaise STAR. Les carrosseries sont achetées en Pologne en troquant les carrosseries contre des moteurs, et l'équipe avec un moteur Barreiros type EB-6.
Il fonde CEESA (Constructora Eléctrica Española SA) pour la fabrication de dynamos, démarreurs et des régulateurs de vitesse. Il fabrique également des groupes électrogènes, des postes à souder et des ralentisseurs électriques pour camion. La production annuelle atteint 4.500 moteurs avec 1.700 salariés.
En 1958, il obtient enfin l'autorisation du Ministère de l'Industrie pour produire des camions mais avec une limitation à 1.000 unités par an. Barreiros lance l'année suivante le Puma TA-261 avec un moteur type A-26 et une carrosserie due à la "Carrocerías Costa", inspirée des Berliet français à capot.
En 1959, plusieurs sociétés sont créées : 
- David Brown Gears pour la production de boîtes de vitesses et de différentiels,
- Hanomag Barreiros pour la fabrication de tracteurs agricoles sous licence de la société allemande Hanomag, mais équipés de moteurs Barreiros,
- la Compañía Portuguesa de Motores y Camiones - Société portugaise de Moteurs et Camions.

La même année, Barreiros présente la version civile du TT 90-21, équipé d'une cabine avancée dont le design semble légèrement inspiré du Berliet GAK.
Barreiros débute alors l'exportation de ses produits vers l'Afrique, l'Amérique du Sud, le Portugal, et vers les pays qui n'appliquent pas les sanctions de l'ONU.
En 1961, Eduardo Barreiros est décoré de la Grand-Croix de l'Ordre du Mérite civil espagnol. Barreiros s'associe avec la firme allemande "Vidal & Sohn Tempo-Werk GmbH" de Hambourg pour la production en Espagne des camionnettes Tempo Matador. Une coentreprise est créée à cet effet, Tempo Onieva SA détenue à parts égales par Industrias Motorizadas Onieva, Barreiros Diesel S.A. et Rheinstahl Hanomag. La même année, Barreiros lance deux nouveaux camions : l'Azor et le Super Azor.
En janvier 1961, un accord est signé avec la société britannique « Associated Equipment Company Ltd » - AEC et voit la création de la société « Barreiros AEC SA » (75 % Barreiros et 25 % AEC) pour la fabrication d'autobus et de camions bennes.
Au début des années 1960, la production de camions de la marque Pegaso a fortement augmenté qui est le leader incontesté en Espagne (NDR : il n'y avait que Pegaso et récemment Barreiros présents sur le marché, les importations étaient interdites). Pour assurer son développement, Barreiros, entreprise privée, ne pouvait compter que sur ses fonds propres. Il a quelquefois pu obtenir une aide du Banco Bilbao Vizcaya Argentaria, qui a d'ailleurs pris une participation dans le capital de la société. Comme le prix des camions était très élevé, il y avait une rente assurée mais Barreiros Diesel était accablé par le nombre de paiements non perçus. En 1962, Eduardo Barreiros lance un appel général au gouvernement et aux grandes banques pour l'aider à mobiliser le montant de l'investissement nécessaire afin de réaliser les investissements nécessaires à la poursuite de ses activités mais la réponse fut totalement insuffisante. Cette année là, Barreiros a fabriqué 9.100 moteurs, 3.900 camions, 2.200 tracteurs et 40 autobus.

### 1963-1969: les années Chrysler
Voir aussi Chrysler Europe

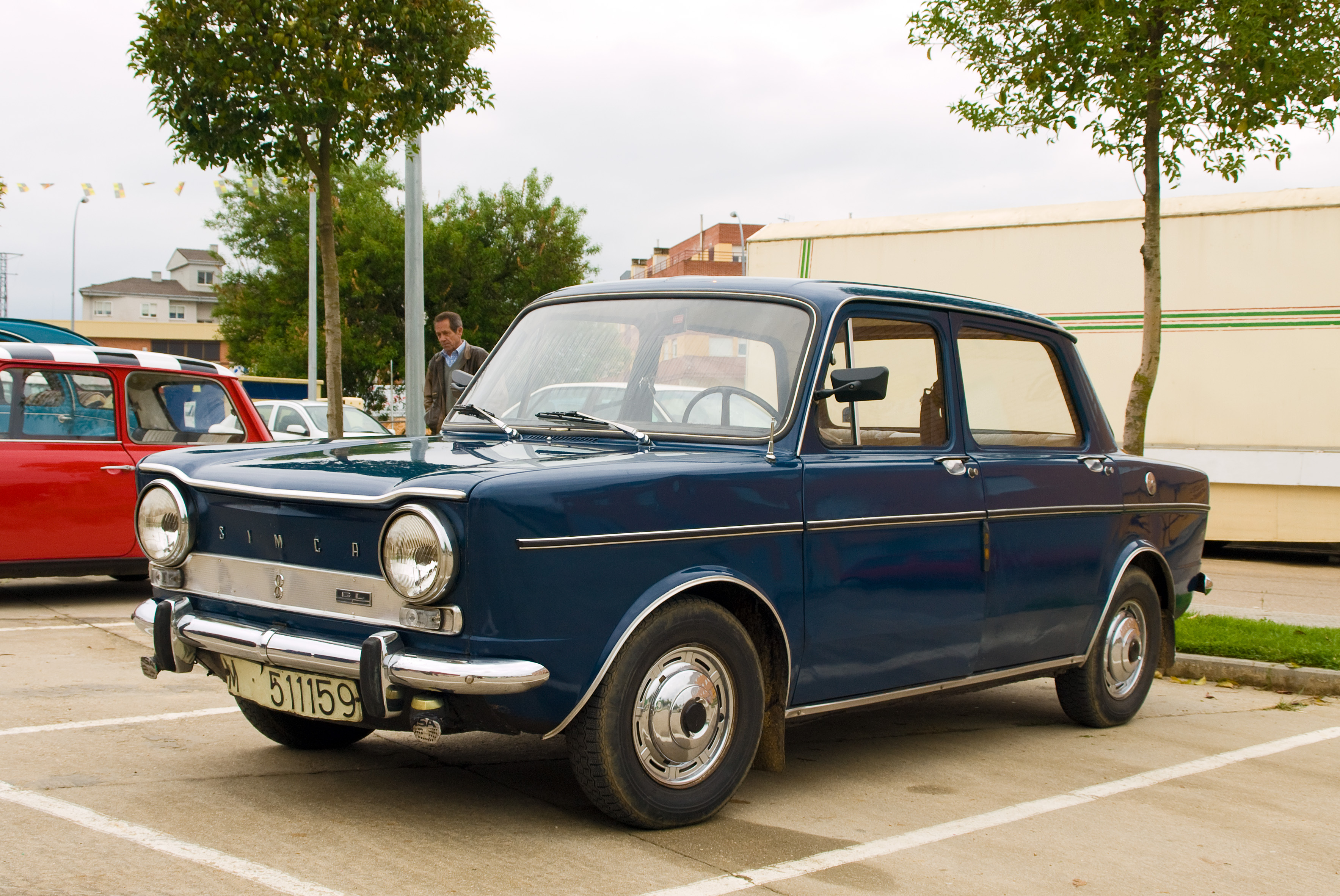
Simca 1000

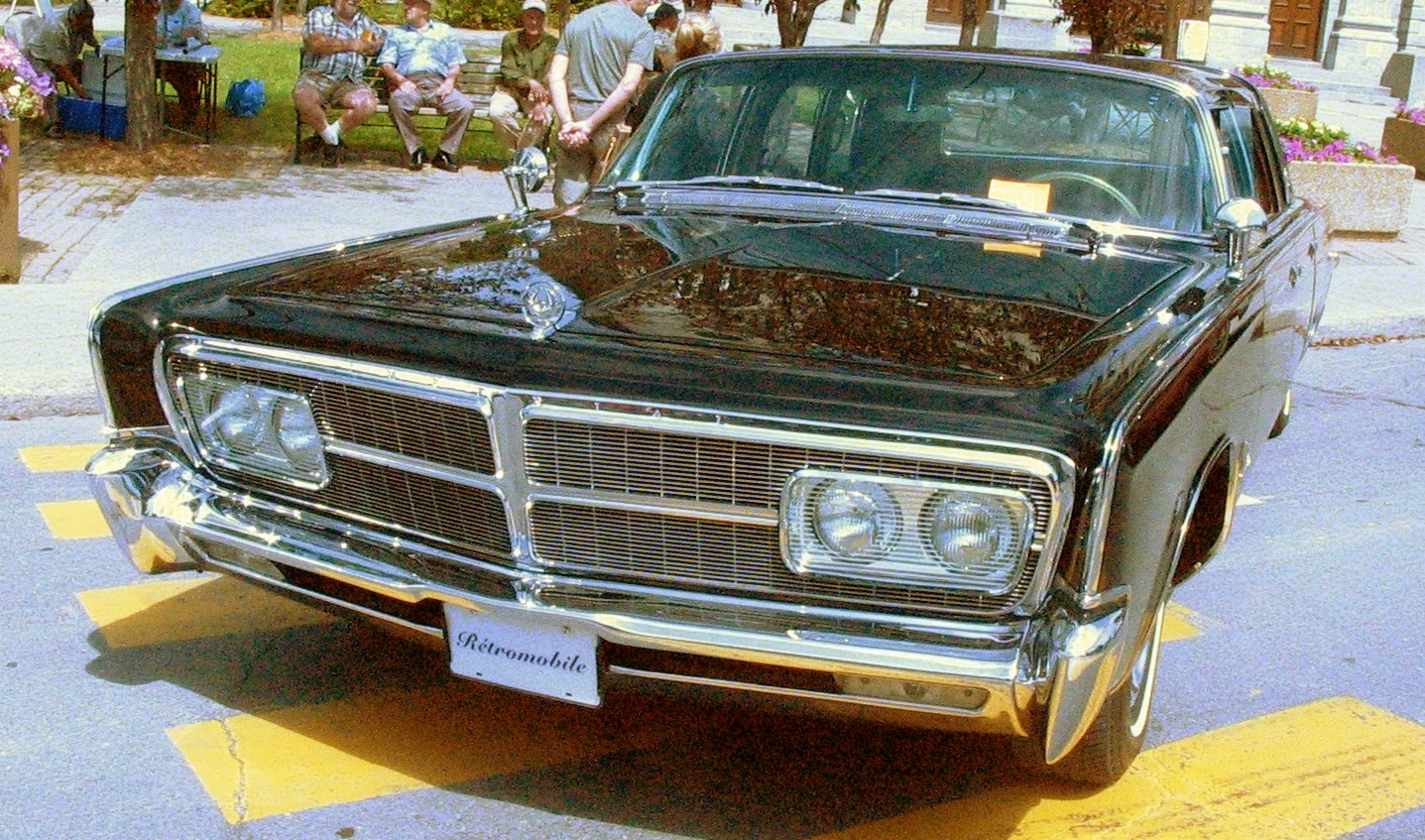
1965 Imperial Crown Ghia Limousine, également fabriquée par Barreiros SA

Eduardo Barreiros commence à réfléchir à la possibilité de s'allier avec un constructeur étranger pour lui fournir la couverture financière qui lui manquait mais, dans le même temps, il voulait poursuivre sa propre production de véhicules industriels.
Après quelques tentatives restées sans suite avec Jaguar, Rootes, Mercedes-Benz ou General Motors, Barreiros contacte Lynn Townsend, le Président de Chrysler, qui voulait sortir du seul marché américain en  suivant la voie ouverte par Ford et General Motors. Townsend avait ses propres idées et Eduardo Barreiros pensa qu'il serait plus efficace de créer des coentreprises avec des entreprises locales qui utilisent ses propres filiales. Bien que l'accord «cachait» une série d' «achats liés» (marchés forcés de véhicules abandonnés) et les achats de brevets, Eduardo Barreiros a juste vu dans l'accord la solution à ses besoins financiers urgents et la possibilité d'étendre l'offre de voitures de classe moyenne et supérieure.

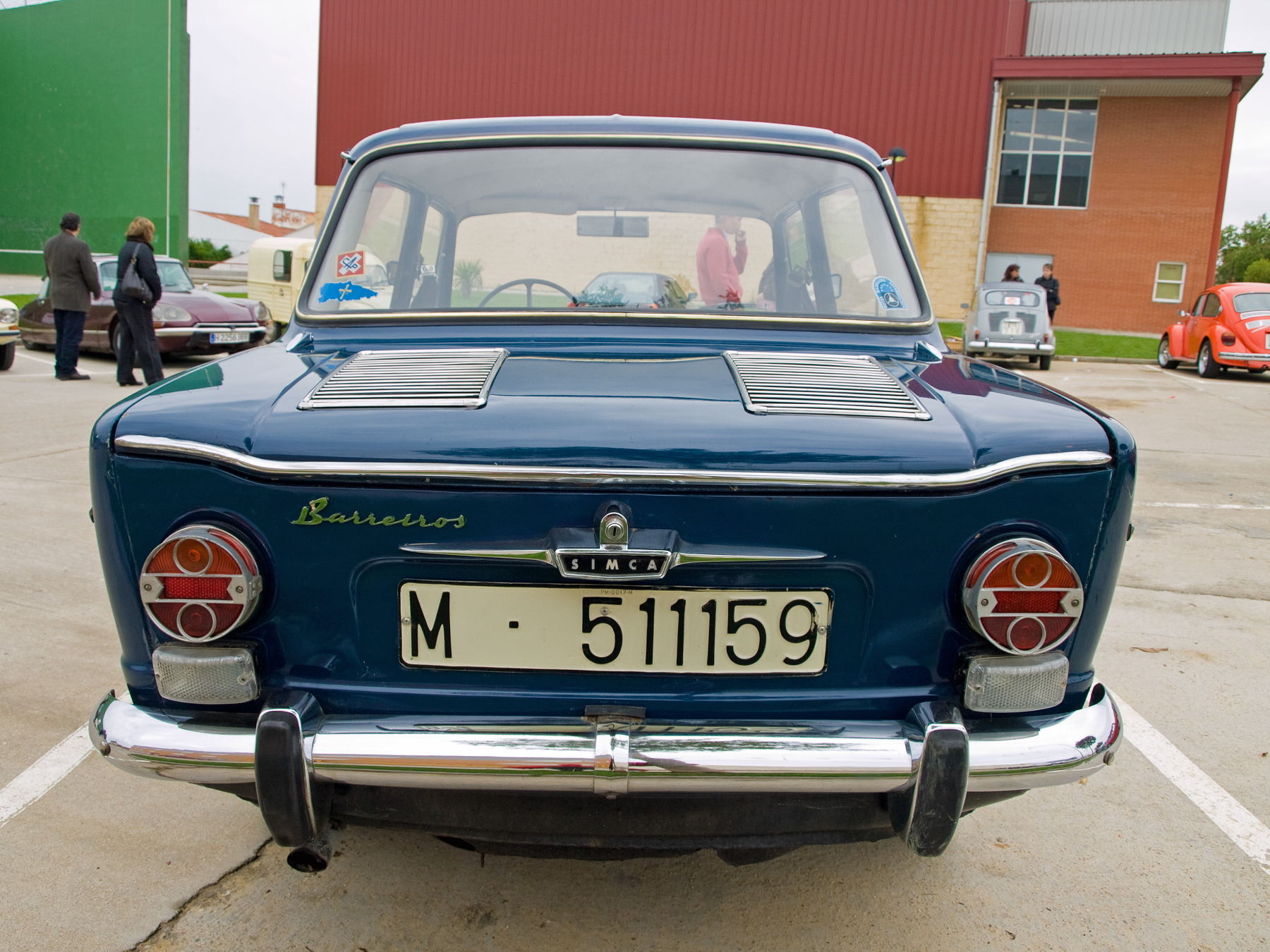
Vue arrière Simca 1000

En octobre 1963, l'accord est signé et en juin 1964 35 % du capital de Barreiros Diesel est remis aux Américains en échange de 18 millions de dollars. Peu de temps après il cède 5 % supplémentaires et reçoit 2 millions de plus. L'investissement initial américain semblait si important, plus de 1 milliard de pesetas que, même si d'énormes investissements avaient été consentis aux filiales Dodge et Simca, rien ne semblait mettre en danger la fabrication des véhicules industriels Barreiros. Dans les années suivantes la marque a réalisé un chiffre d'affaires jamais vu à l'époque, avec plus de 7.000 milliards de pesetas.
En 1965, la première voiture Dodge sort des usines Barreiros avec, l'année suivante les plus modestes Simca. La société Barreiros connaît sa période d'expansion maximale, et quand Eduardo Barreiros reçoit la Médaille d'or du mérite dans le travail, le New York Times lui consacre un article en le qualifiant "de l'un des six plus grands entrepreneurs non-américains dans le monde" et Business Week l'a appelé "le roi Midas espagnol". Une nouvelle usine a même dû être construite pour assurer la production des nouvelles Simca 1000 et Dodge Dart. La société Barreiros compte alors un effectif de 12.000 salariés. Le nombre de salariés dans toutes les sociétés du Groupe et les distributeurs dépassait 25.000.

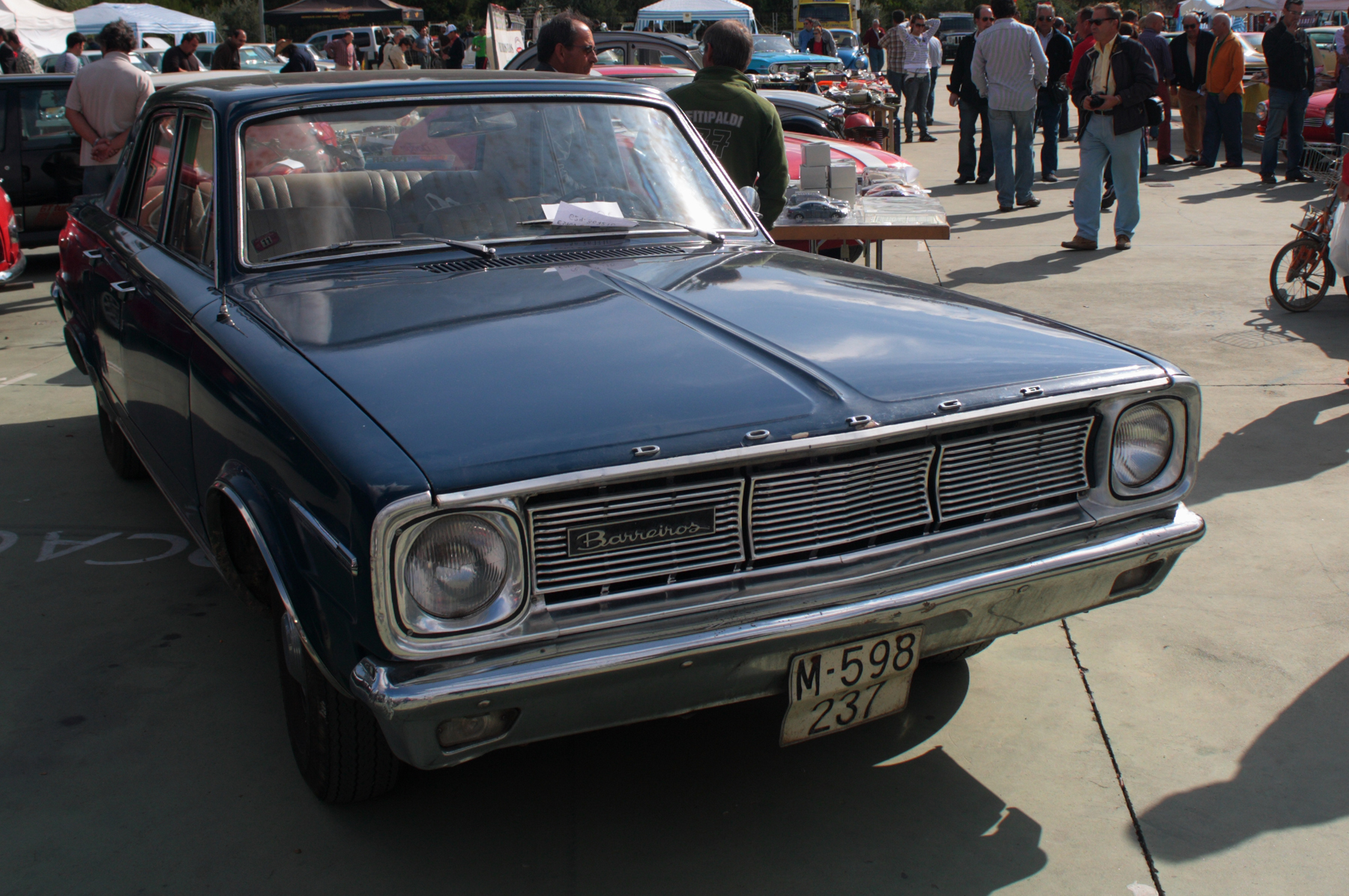
Barreiros Dodge Dart-première génération

En 1966, dans cette euphorie, Barreiros a envisagé la possibilité de racheter ses concurrents comme SAVA et ENASA, mais cela a échoué.
La gamme de camions « Saeta » est lancée avec trois longueurs de châssis et une charge utile allant de 1 800 kg (modèle 15) à 7 525 kg (modèle 75), cinq autres variantes intermédiaires ont été ajoutés plus tard. Une nouvelle cabine appelée "Panoramique" a été créée à la suite d'un accord avec la société française Berliet. L'utilisation de cette cabine, de fabrication semi-artisanale, a duré longtemps sur les modèles de la marque, jusqu'à la fin des années 1960 avant que Barreiros se dote de sa propre cabine de camion. Barreiros a racheté la société NAZAR (Factorías Nápoles SA), implantée à Saragosse, dont la plupart des productions concernaient les engins de travaux publics, tracteurs et autobus.
Barreiros a aussi été un pionnier en Espagne avec la création d'une société de location de voitures dont il détiendra 60 % du capital. Il participe à la création de Cipsa (Centre de recherche pour le pétrole, SA), prospection de pétrole et de travaux de recherche géologique. Il est associé à Cepsa et ExxonMobil, pour l'exploration et l'extraction de pétrole dans la mer, off-shore, en Guinée équatoriale.
En 1966, Barreiros Diesel rachète le constructeur espagnol de fourgonnettes Tempo Iberica SA
Derrière l'image du succès qui transcende le public et les médias, une bataille entre la famille Barreiros et Chrysler fait rage à la suite des différends concernant les critères d'organisation et les objectifs finaux. Il suffit qu'en 1967, les ventes diminuent nettement en dessous des prévisions pour que les difficultés financières refassent surface. Des deux partenaires, seul le groupe Chrysler peut faire face à cette situation et Eduardo Barreiros doit céder une autre partie du capital à son « partenaire » américain qui accroit ainsi sa participation de 40 à 77 %, et prend ainsi le contrôle de la société. Par la suite, la famille Barreiros a vécu l'enfer en voyant comment tout ce qu'ils avaient créé avec autant de sueur allait leur échapper. Chrysler réduit les investissements et cherche à renforcer le taux de pénétration de leurs voitures. Les Américains avaient promis qu'ils distribueraient les modèles Barreiros à travers leur réseau mondial de concessionnaires Chrysler et Simca y compris pour l'assistance technique, mais cela n'a jamais été mis en œuvre. Le blocus économique établi par les États-Unis contre plusieurs pays d'Amérique du Sud, principal marché potentiel d'exportation pour Barreiros. Tous ces contretemps ont lassé l'entrepreneur espagnol qui cède à Chrysler le solde de sa participation dans la société. En 1967, Chrysler détient une participation de 97,53 %, Barreiros devient une simple filiale de Chrysler Europe. Peu après, l'usine Villaverde est renommée Chrysler España SA, mais, seule consolation, le nom Barreiros restera encore de nombreuses années comme marque sur les véhicules industriels.
En 1968, Eduardo Barreiros reçoit le prestigieux Prix international Dag Hammarskjöld du mérite industriel et va garder le titre de Président honoraire de la Société jusqu'en 1969. À partir de ce moment, les frères Barreiros se sont reconvertis, se lançant chacun dans une nouvelle étape de leur vie professionnelle.

### Après 1970: Barreiros sans Barreiros
Malgré les très importantes difficultés financières que le groupe Chrysler connait aux Etats-Unis, en 1970, la société Chrysler España S.A. est créée et intègre Barreiros SA. Chrysler cherche désespérément à se désengager de ses filiales européennes.
En 1971, la qualité du travail réalisé dans l'usine de Saragosse, responsable de la totalité de la carrosserie des autobus et autocars, attire l'attention du constructeur d'autobus belge Van Hool qui rachète cette division de l'ex Barreiros.

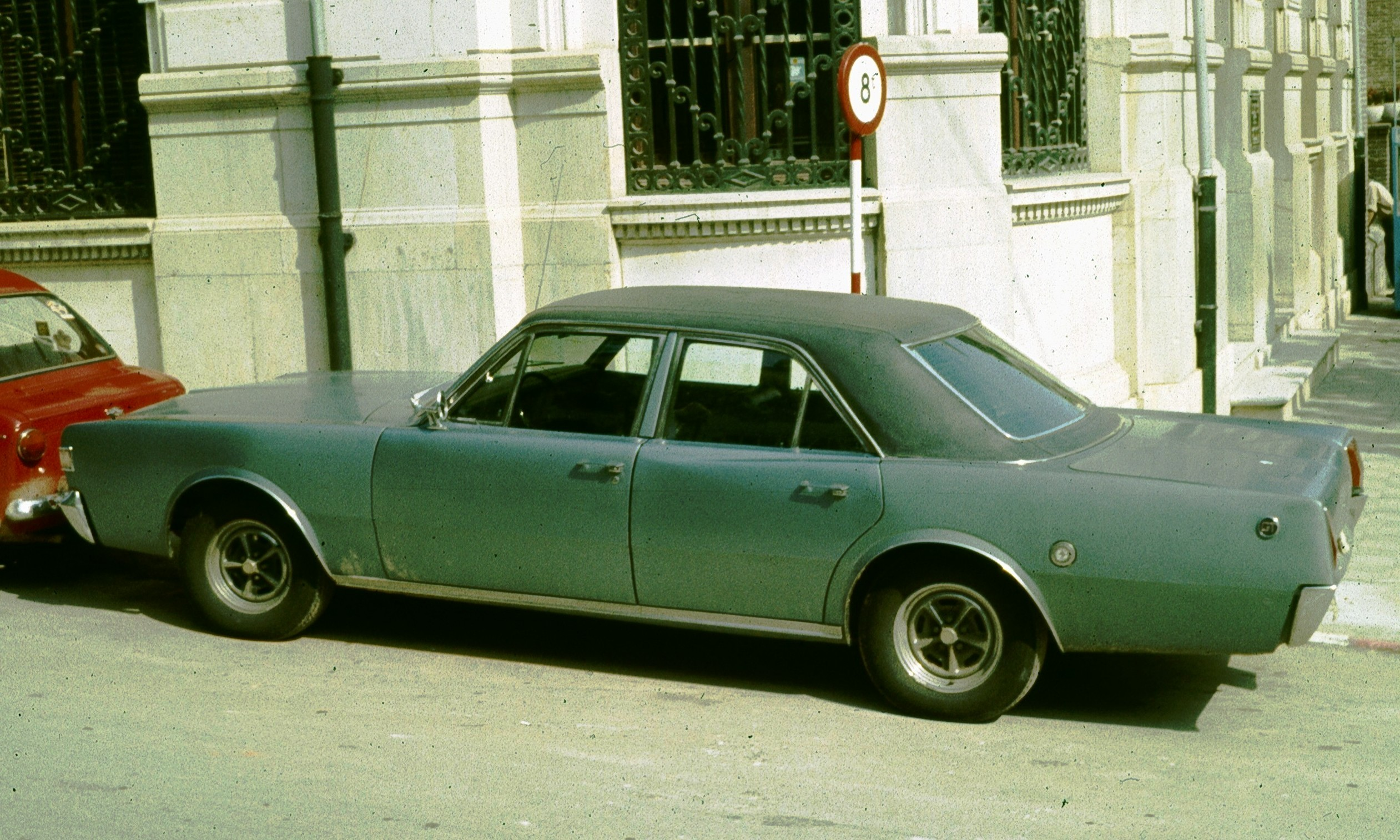
Dodge Dart fabriquée par Barreiros sous licence Chrysler. Version de 1970 connue comme Dodge 3700 GT.

Les difficultés financières persistantes de la société mère américaine la contraignent à vendre toutes ses filiales automobiles européennes au constructeur français PSA Peugeot Citroën ; vente symbolique pour 1 US-$. L'accord signé en 1978 impose le maintien de la marque Chrysler jusqu'à la fin de 1979 mais ensuite, tous les modèles Chrysler et Simca doivent porter la marque Talbot. Par exemple, la Chrysler 150 a été rebaptisée Talbot 150. Dans l'usine de Villaverde, Talbot a continué la fabrication des modèles comme les Talbot Solara ou Talbot Samba. En 1983, les premières Peugeot 205 et Citroën LN et LNA sont fabriquées. Depuis de nombreux modèles de ces 2 marques ont été produits. Actuellement[Quand ?] la Peugeot 208 est fabriquée. La Peugeot 207 CC était fabriquée exclusivement dans cette usine pour tous les marchés mondiaux.
En 1981, PSA et Renault Véhicules Industriels (RVI) créent HISPAVINSA -  Hispano Francesa de Vehículos Industriales SA / Société Hispano-française de Véhicules Industriels SA, à qui ils cèdent toute l'activité et les ressources concernant les véhicules industriels. En 1983, RVI rachète la totalité d'HISPAVINSA. Pendant une courte période, les anciens modèles Barreiros Diesel rebadgés Dodge sont vendus sous la marque Renault. Les Dodge 300 - Renault 300, sont les derniers vestiges de Barreiros.

## Les Dodge espagnoles

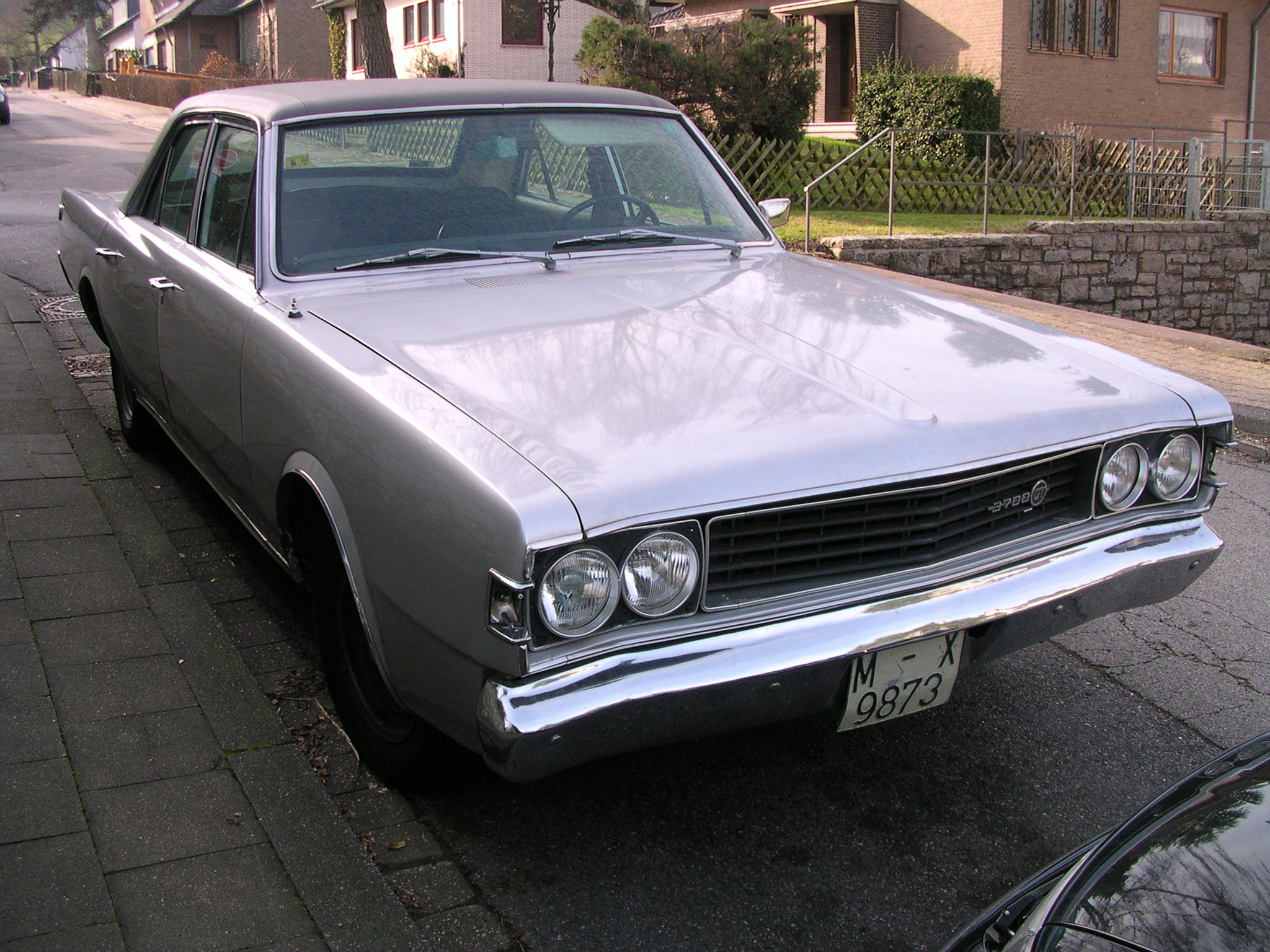
Dodge 3700

De 1965 à 1970, la version espagnole de la Dodge Dart a été fabriquée dans l'usine Barreiros Villaverde à Madrid. En utilisant le même empattement de 2 819 mm, mais avec une carrosserie différente. La Dodge 3700, communément connue sous le nom Dart, a été produite de 1971 à 1977,. Au total, 17.589 exemplaires des deux versions ont été assemblés en Espagne sous forme de CKD selon les normes et impositions espagnoles de l'époque.
La Dodge Dart a connu trois versions : en 1965 avec la version normale et GL, 1966 avec Normal, GL, GLE, Diesel et SW, et 1969 avec les finitions normale, GL, GLE, Diesel, SW et GT.
La Dodge Dart et/ou 3700 fut la voiture ayant les plus grandes dimensions disponibles en Espagne au cours de ses années de production ; c'était une voiture de luxe qui consommait relativement peu de carburant selon les normes espagnoles.
Tous les modèles Dodge étaient équipés du plus gros moteur à essence jamais utilisé pour une voiture de série en Espagne, le Chrysler Slant 3,7 litres de cylindrée. Une version Diesel, appelée Barreiros Diesel a été produite pour les professionnels et les taxis.
Ce modèle était très simple et très lent avec le moteur Barreiros, modèle C-65, avec un poids égal à celui de la version essence. La puissance développée par le moteur de 2 litres était de seulement 65 ch SAE à 4 000 tr/min. C'est un modèle plus austère et utilise les feux arrière qu'ont amené les Simca 1000 de la première génération. L'usine ne produira que 1 381 exemplaires de ce modèle.
Il y avait aussi une version SW qui servira de base aux carrosseries pour les ambulances et les corbillards.
En 1969, Chrysler avait le contrôle total de l'usine de Madrid. Un énorme stock de pièces non utilisées des conteneurs CKD accumulées et stockées dans l'usine a été découvert lors de l'arrivée du personnel de PSA. La production des Dodge espagnoles s'arrêta en 1977. Peugeot a acheté l'usine de Villaverde tout comme les autres filiales européennes de Chrysler, en France et au Royaume-Uni.

### Les Dodge espagnoles spéciales
- Dodge Dart "Panorámico" : en 1965, Eduardo Barreiros commande la transformation d'une Dodge Dart 65 à l'usine de Villaverde pour transporter les personnalités qui voudraient visiter l'usine. Parmi ces personnalités, il y avait le Généralissime Franco. Cette Dodge avait la caractéristique d'avoir un toit en plastique transparent. Cette transformation a été effectuée sur le numéro de châssis 1000.

- Dodge Dart décapotable : en 1966, la société Ibero IIaliana de Carrocerías avait commandé à Pedro Serra l'étude pour la transformation d'une Dodge Dart modèle 1966 en cabriolet et d'en proposer la production à Barreiros. Ce projet n'a pas dépassé le seul prototype produit. En Espagne, on pouvait trouver des Dodge Dart décapotables à l'époque, mais ces exemplaires étaient importés par Barreiros directement des États-Unis.

- Dodge Specter (Spectro) : Carrosserie dessinée par Pedro Serra Vidal en 1968 à partir d'une Dodge Dart modèle 1966[6].

- Dodge Boulevard : version réalisée par Pedro Serra Vidal en 1972-1973 sur la base d'un châssis tubulaire à section carrée. La carrosserie était un coupé en fibres de verre. Chrysler Espagne a fourni le moteur (3 700 cm3 - 165 ch), la boîte de vitesses, le train avant, la transmission, la suspension et les freins. L'habitacle était du type 2+2 et reprenait celui de la Dodge 3700 GT avec des composants Jaeger et Veglia Bresel. Seulement 18 unités, en comptant le prototype de 1972, ont été construits.

### Moteurs Barreiros
- EB1: transformation d'une version essence en diesel à 6 cylindres utilisé sur des camions ZIS-5 "3HC".
- EB2: 2 cylindres, pour tracteurs agricoles (environ 480 unités).
- EB3: 3 cylindres, pour tracteurs.
- EB4: 4 cylindres, largement utilisé dans les taxis et les véhicules légers.
- EB6: 6 cylindres de 90 ch, utilisé dans les premiers véhicules lourds.
- EB55
- EB70
- EB100: 100 ch.
- EB110
- EB150: 150 ch.
- A16: 83 ch.
- A23: évolution de l'EB3
- A24: 62 ch.
- A26: 90HP, évolution de l'EB6.
- A60: 60 ch.
- A90: 90 ch.
- A60M : 50 ch. moteur marin
- B24: 115 ch ou 125 ch.
- B26: 170 ch.
- B36: 270 ch. moteur à essence
- BS36
- BH26: 185 ch.
- C14
- C60: 60 ch ou 65 ch.
- D24: évolution de l'EB70
- D26: 135 ch. évolution de l'EB110

### Moteurs Taino
(Étape cubaine) 

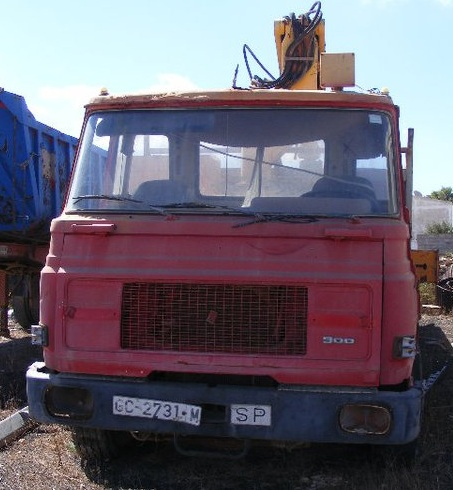
Barreiros 350 Turbo

- Taïnos EB6: 6 cylindres en V, 200 ch. nombreuses versions (agricole, industriel, etc.)
- Taïnos EB8: 8 cylindres en V jusqu'à 320 ch pour les versions turbo
- Taïnos EB10: 10 cylindres en V
- Taïnos EB12: 12 cylindres en V.
- Taïnos L3: prototype de moteur à 3 cylindres en ligne.
- Taïnos L4: 4 cylindres en ligne 80 ch. Pour les taxis et les autres véhicules.
- Taïnos L100: 100 HP. version turbo du L4
- EB112: appelé «le posthume", 112 ch. Plusieurs prototypes construits (peut-être 3).

## Camions

### Camions Barreiros (1958-1969)

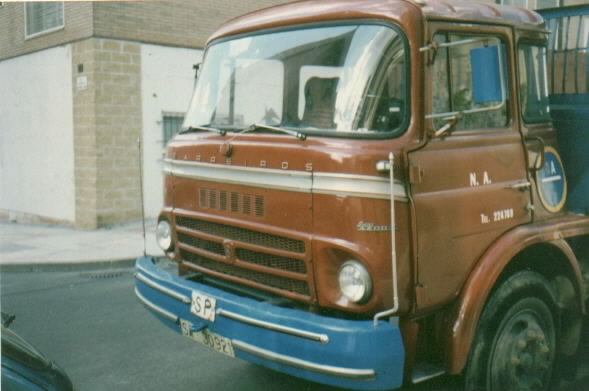
Barreiros Super Azor

- TT 90.21 (1959)
- Star
- Puma (1960)
- Panter TB (4x4)
- Condor
- Halcon
- Azor
- Victor
- Saeta (1962)
- Azor II (1962)
- Centauro (6x4)
- Super Saeta
- Meteor (6x2/2)

### Camions Barreiros Chrysler (1969-1975)
- camions légers : 42/25 - 42/35 (4235) - 42/45 (4245) - 42/55 (4255)
- camions moyen tonnage : 42/65 (4265) - 42/16 (4216) - 42/17 (4217) - 42/40 - 42/20 - 4265 - 4270 - 4214
- camions lourds : 6226 - 6426 - 4238 - 4238 R-T - 4220
- camions super lourds : 6226 - 2626 - 6426 - 6434 - 8235

## Gamme camions Dodge (1970-1983)
- C-14 Turbo 150
- C-16 Turbo 150
- C-17
- C-20
- C-20 Turbo 200
- C-38
- C-2626
- C-2662
- C-2664
- C-3064
- C-3464
- C-3582
- C-3784

## Camions militaires Barreiros (1957-1962)
- TT 90-22 (1957)
- TT 90.21 (1958)
- Comando KA-90
- Panter II
- Panter III (1968)

## Tracteurs Barreiros (1961-1980)

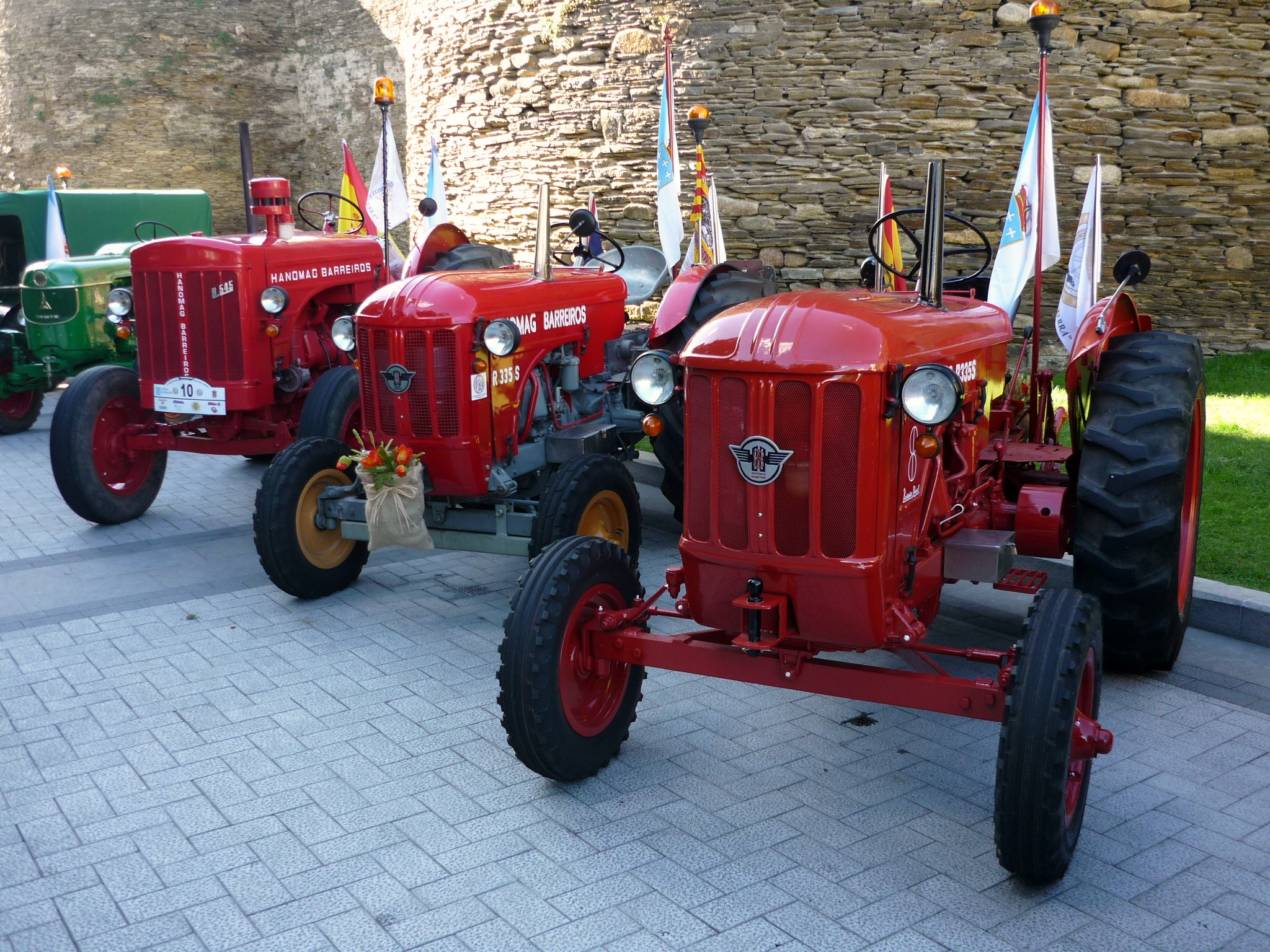
Tracteurs Hanomag-Barreiros

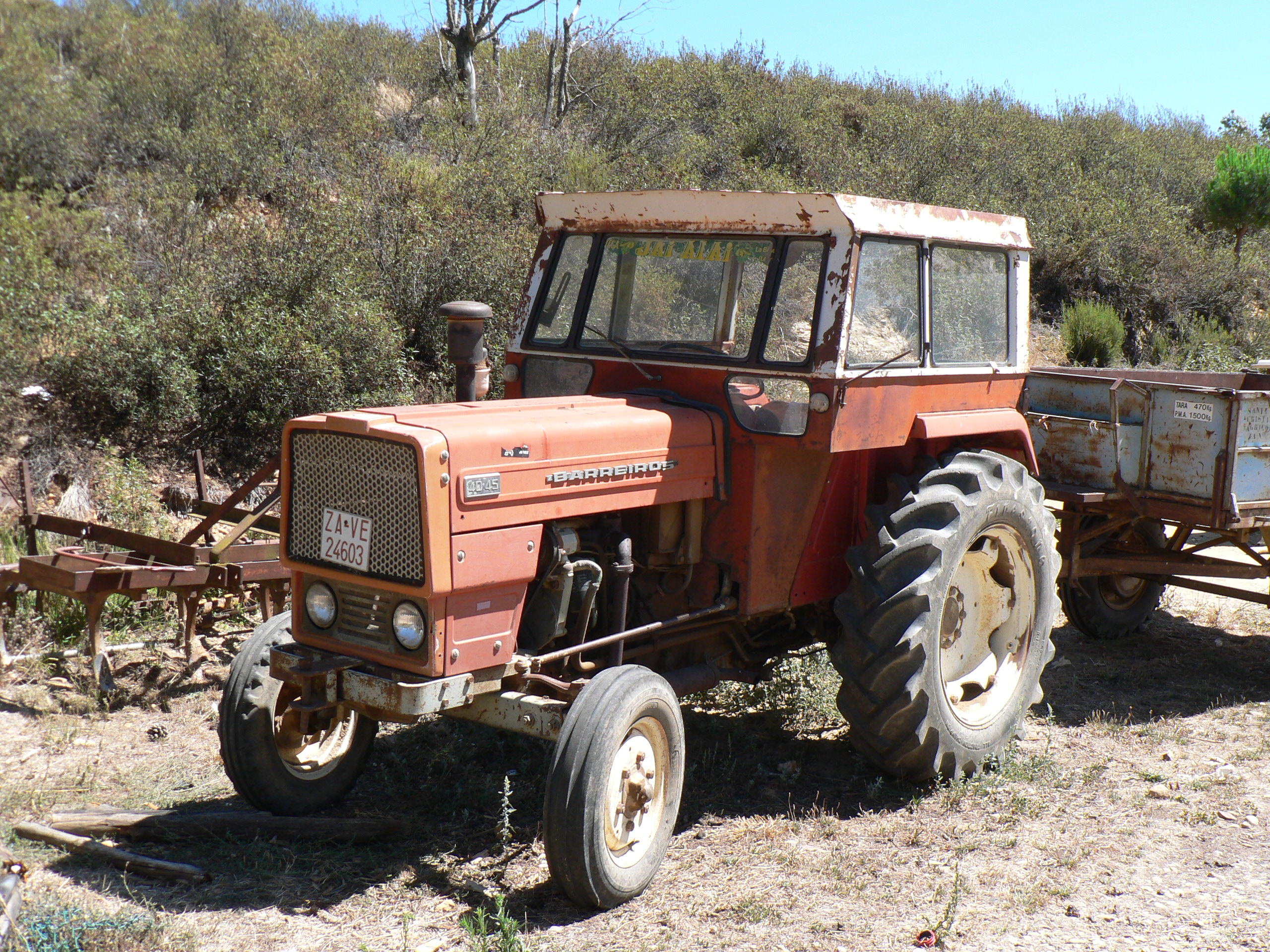
Barreiros 40/45 avec la cabine en option

- R335S
- R350 / R350S
- R438 / 438 Spécial
- R440
- R500 "labramatic"
- R545 / R545 I / R545 IA
- 4000 / 4000V
- 5000 / 5000VL/VR
- 5500
- 7000
- 40/45
- 50/55
- 70/70
- 90/90 (prototype)

## Camionnettes Tempo fabriquées par Barreiros
- Tempo Onevia : version transport léger avec cabine basse
- Tempo Onieva : version transport léger avec cabine haute
- Tempo Onieva : version frigorifique
- Tempo Onieva : version combi

## Voitures Simca fabriquées par Barreiros
- Simca 1000
- Simca 1000 GL
- Simca 1000 GLE
- Simca 1000 Automatique
- Simca 1000 Spécial Automatique
- Simca 1000 Commerciale
- Simca 1000 GT
- Simca 1000 GT Rallye
- Simca 1000 Spécial
- Simca 900
- Simca 900 Spécial
- Simca 1000 GLS
- Simca 1000 Rallye
- Simca 1000 LS
- Simca 1200 LS
- Simca 1200 GL
- Simca 1200 GL Spécial
- Simca 1200 GLS (90 octane)
- Simca 1200 GL Special
- Simca 1200 LX-TI
- Simca 1200 Campero

## Voitures Dodge fabriquées par Barreiros
- Dodge Dart 270
- Dodge Dart GL
- Dodge Dart GLE
- Dodge Dart Diesel
- Dodge Dart GT
- Dodge 3700
- Dodge 3700 GT

## Voitures Talbot fabriquées à Villaverde
- Talbot 1200
- Talbot 150
- Talbot 1610/2 litres
- Talbot Horizon
- Talbot Solara
- Talbot Samba

## Voitures Peugeot fabriquées à Villaverde
- Peugeot 205 - entre 1983-1999 : 1.188.811 exemplaires
- Peugeot 309
- Peugeot 306
- Peugeot 306 Break (exclusivité mondiale, sauf kits CKD expédiés vers l'Uruguay pour assemblage)[7].
- Peugeot 207
- Peugeot 207 CC (exclusivité)
- Peugeot 207 SW

## Voitures Citroën fabriquées à Villaverde
- Citroën LNA
- Citroën Xsara
- Citroën Xsara Break
- Citroën C3 I
- Citroën C3 Pluriel (exclusivité)
- Citroën C4 Cactus (exclusivité)
- Citroën C4 III (exclusivité)
- Citroën ë-C4 (exclusivité)

## Actuellement (2012)
En 2012, les sociétés Barreiros Diesel SA et Barreiros ainsi que l'utilisation des deux noms pour la fabrication de véhicules appartenaient à la société DORMA S.A.